# Ритцерфельд, Хартмут
Хартмут Ритцерфельд (нем. Hartmut Ritzerfeld, (7 октября 1950 года, Бюсбах, Германия — 1 января 2024 года, там же) — немецкий художник, работал в жанре неоэкспрессивных изображений. Считался не только одним из самых известных художников в Штольберге, но и выдающимся оригиналом своего региона.

## Биография
Родился 7 октября 1950 года в Бюсбахе. Сначала учился на оформителя витрин с 1965 по 1968 год, а затем — в Дюссельдорфской академии художеств с 1969 по 1976 год у Йозефа Бойса (живопись, объектное и перформансное искусство) и Карла Кнайдля (художественное оформление книг). В 1975 году он стал учеником Йозефа Бойса. Затем последовала учебная поездка в Цюрих. Затем он недолго жил в Аахене, прежде чем вернуться в родные места в Штольберге.
Ритцерфельд сделал свои первые «художественные попытки» в стиле Венской школы фантастического реализма в 1968 году; моделью был венский художник Эрнст Фукс. Вскоре после этого он обратился к экспрессионизму; некоторые из его любимых тем — портреты, пейзажи и интерьеры. В 20 лет он смог увидеть Бойса по телевизору; это была первая искра, которая побудила Ритцерфельда заинтересоваться его работами. В первый же год своего «периода Бойса» он обратился к классическому стилю Дюссельдорфской школы живописи, особенно влиятельным был Андреас Ахенбах. Через метафизическую живопись Карло Карра и наивную крестьянскую живопись Мирко Вириуса он, наконец, пришел к живописи с органической целью. Он все больше отдавал предпочтение архитектурной живописи: «Я рисовал то, что происходило в городе вокруг меня, и пытался сделать это видимым с помощью абстрактных форм». После этого он нашел свою собственную «грамматику», которая более точна по своей структуре изображения, чем у Neue Wilde.
С 1994 года Ритцерфельд имел общую студию со своей коллегой-художницей Ангеликой Кюнен, сначала в Брайниге, затем в музее Сюрмондта-Людвига и с 2012 года в Штольберг-Бюсбахе (Европейский художественный суд). Работы Ритцерфельда представлены во многих коллекциях и музеях, в том числе в музее Сюрмондта-Людвига в Аахене, который, среди прочего, получил в дар коллекцию Петера Лакруа с многочисленными картинами Ритцерфельда в 2006 году.
Ритцерфельд, наряду с Вином Брауном, а также Эмилем Зорге и Францем-Берндом Беккером, выступил одним из основателей группы Eifelmaler.
Ритцерфельд был сбит автомобилем в Бюсбахе в начале декабря 2023 года. В результате дорожно-транспортного происшествия он получил рваную рану головы, черепно-мозговую травму и перелом таза. Он скончался от полученных травм 1 января 2024 года в больнице Штольберг-Вифлеем.